# Rock Paper Scissors Tour
Die Rock Paper Scissors Tour war eine Musiktournee der britischen Musiker Peter Gabriel und Sting, die am 21. Juni 2016 begann und am 24. Juli 2016 endete. Insgesamt umfasste die Tournee 21 Konzerte in Kanada und den Vereinigten Staaten.

## Hintergrund
Peter Gabriel und Sting tourten 1986 zum ersten Mal bei Human Rights Now! gemeinsam für Amnesty International durch die USA und anschließend 1988 durch den Rest der Welt. Seitdem sind sie befreundet. Für die Konzerte der Tournee stöberten die beiden Künstler in den Backkatalogen des jeweils anderen, um Lieder für gemeinsame Auftritte auszuwählen. Zusätzlich hatten beide ihre eigenen Solo-Slots. Dabei wurden dann auch die Songs miteinander ausgetauscht.
Die Tournee begann in Columbus (Ohio), USA und endete in Edmonton, Alberta, Kanada. Etwa 311.000 Besucher sorgten für rund 28 Millionen US-Dollar Umsatzerlöse bei den 21 Terminen.
Teile des Songs Love Can Heal seines zehnten Albums i/o von 2023 wurden während des Soundchecks im Rexall Place in Edmonton, Kanada aufgenommen.

## Setlist
Setlist des Konzertes am 24. Juli 2016 im Rexall Place in Edmonton, Kanada. Der ursprüngliche Interpret ist jeweils in Klammern hinter dem Titelnamen angegeben:

### Hauptkonzert
1. Peter Gabriel: The Rhythm of the Heat (Peter Gabriel)
2. Sting: If I Ever Lose My Faith in You (Sting)
3. Sting & Peter Gabriel: Digging in the Dirt (Peter Gabriel)
4. Sting & Peter Gabriel: Invisible Sun (The Police)
5. Sting & Peter Gabriel: Games Without Frontiers (Peter Gabriel)
6. Sting & Peter Gabriel: Shock the Monkey (Peter Gabriel)
7. Peter Gabriel: Secret World (Peter Gabriel)
8. Sting: Driven to Tears (The Police)
9. Sting & Peter Gabriel: Fragile (Sting)
10. Peter Gabriel: Red Rain (Peter Gabriel)
11. Sting & Peter Gabriel: Dancing With the Moonlit Knight (Genesis) (Peter Gabriel spielte diesen Song zum ersten Mal ohne Genesis. Erstes Genesis-Cover seit 1983)
12. Sting: Message in a Bottle (The Police)
13. Peter Gabriel: Don’t Give Up (Peter Gabriel)
14. Peter Gabriel & Sting: The Hounds of Winter (Sting)
15. Peter Gabriel & Sting: Big Time (Peter Gabriel)
16. Peter Gabriel & Sting: Englishman in New York (Sting)
17. Peter Gabriel & Sting: Solsbury Hill (Peter Gabriel)
18. Sting: Every Little Thing She Does Is Magic (The Police)
19. Peter Gabriel: If You Love Somebody Set Them Free (Sting)
20. Sting: Roxanne (The Police) (mit einem Ausschnitt aus Ain't No Sunshine)
21. Peter Gabriel: Love Can Heal (Peter Gabriel)
22. Peter Gabriel & Sting: Desert Rose (Sting)
23. Peter Gabriel & Sting: In Your Eyes (Peter Gabriel)

### Zugabe
1. Every Breath You Take (The Police)
2. Sledgehammer (Peter Gabriel)

### Weitere Lieder bei anderen Konzerten
Folgende weitere Lieder wurden bei anderen Konzerten der Tournee gespielt:
- No Self Control (Peter Gabriel) (15-mal gespielt)
- Kiss That Frog (Peter Gabriel) (14-mal gespielt)
- Walking in Your Footsteps (The Police) (14-mal gespielt)
- Darkness (Peter Gabriel) (8-mal gespielt)
- San Jacinto (Peter Gabriel) (6-mal gespielt)

## Mitwirkende
(Quelle:)

### Musiker

#### Peter Gabriel
- Jennie Abrahamson – Begleitgesang
- Peter Gabriel – Hauptgesang, Begleitgesang, Keyboard
- Tony Levin – Bass
- Ged Lynch – Schlagzeug
- Linnea Olsson – Begleitgesang, Cello (bei Love Can Heal[7])
- Angie Pollock – Keyboards
- David Rhodes – E-Gitarre

#### Sting
- Vinnie Colaiuta – Schlagzeug
- Rhani Krija – Perkussion
- Jo Lawry – Begleitgesang
- Dominic Miller – E-Gitarre
- David Sancious – Keyboards
- Sting – Hauptgesang, Bass
- Peter Tickell – Elektrische Geige

### Technisches Personal

#### Peter Gabriel
- Scott Barnett – Schlagzeug-Techniker
- Richie Baron – Schreiner
- Sam Brodsky – Firehouse Radio-Techniker
- Richard „Dickie“ Chappell – Monitor-Tontechniker, „alles, was Peter Gabriel betrifft“
- Gary Currier – Bühnen-Manager, Produktions-Manager
- Meabh Flynn – Kleidungs-Design
- Charlotte Frisina – Produktions-Koordinator
- Dan Lavi – Pro-Tools-Techniker
- Chris Lawson – E-Gitarren-Techniker
- Jack Mills – Assistent Technik und Teleprompter
- John Pearse – Schneider
- Jim Pendolino – Buchhalter
- Dan Roe – Keyboard-Techniker
- Michele Russotto – Bass-Techniker
- Erik Sandberg – Firehouse PA-Techniker
- Richard Sharratt – Rest of House (ROH)-Tontechniker
- Gary Trew – Produktions-Manager
- Dan Ungaretti – Monitor-Tontechniker

#### Sting
- Annie Butt – Clair-Audio-Techniker
- Chris Deters – Bühnen-Manager
- Seth Goldstein – Produktions-Manager
- Donal Hodgson – Aufnahme-Tontechniker, Archivar
- Peter „Hopps“ Lorimer – Keyboard-Techniker
- Alexis Lowers – Produktions-Koordinator
- Richard Mazzetta – E-Gitarren-Techniker
- Ken McDowell – Clair-Audio-Techniker
- Robert Molnar – Stylist
- Howard Page – FOH-Tontechniker
- Daniel Quatrochi – Techniker
- Robert Richards – Chef-Schreiner
- Dave Staub – Monitor-Tontechniker
- Phyllis Toney – Garderobe
- Noel White – Schlagzeug-Techniker

## Konzerttermine
| Nr.         | Datum         | Land               | Stadt            | Veranstaltungsort            | Besucher        | Einnahmen   |
| Nordamerika | Nordamerika   | Nordamerika        | Nordamerika      | Nordamerika                  | Nordamerika     | Nordamerika |
| ----------- | ------------- | ------------------ | ---------------- | ---------------------------- | --------------- | ----------- |
| 1           | 21. Juni 2016 | Vereinigte Staaten | Columbus         | Nationwide Arena             | 13.717 / 13.717 | $ 1.607.430 |
| 2           | 23. Juni 2016 | Vereinigte Staaten | Washington, D.C. | Verizon Center               | 13.667 / 13.667 | $ 1.602.820 |
| 3           | 24. Juni 2016 | Vereinigte Staaten | Wantagh          | Nikon at Jones Beach Theater | 13.663 / 13.663 | $ 1.527.855 |
| 4           | 26. Juni 2016 | Vereinigte Staaten | Philadelphia     | BB&T Pavilion                | 16.427 / 16.427 | $ 1.324.568 |
| 5           | 27. Juni 2016 | Vereinigte Staaten | New York City    | Madison Square Garden        | 14.449 / 14.449 | $ 2.232.530 |
| 6           | 29. Juni 2016 | Kanada             | Toronto          | Air Canada Centre            | 14.731 / 14.731 | $ 1.488.197 |
| 7           | 30. Juni 2016 | Vereinigte Staaten | Auburn Hills     | The Palace of Auburn Hills   | 11.398 / 11.398 | $ 1.120.765 |
| 8           | 2. Juli 2016  | Vereinigte Staaten | Worcester        | DCU Center                   | 10.288 / 10.288 | $ 1.341.340 |
| 9           | 3. Juli 2016  | Vereinigte Staaten | Brooklyn         | Ford Amphitheater            | 4.649 / 4.649   | $ 681.259   |
| 10          | 5. Juli 2016  | Kanada             | Montreal         | Centre Bell                  | 15.253 / 15.253 | $ 1.543.089 |
| 11          | 7. Juli 2016  | Kanada             | Québec           | Plaines d’Abraham            | 75.000          | —           |
| 12          | 9. Juli 2016  | Vereinigte Staaten | Chicago          | United Center                | 14.257 / 14.257 | $ 1.938.195 |
| 13          | 10. Juli 2016 | Vereinigte Staaten | Milwaukee        | Marcus Amphitheatre          | 20.601 / 20.601 | $ 1.253.130 |
| 14          | 12. Juli 2016 | Vereinigte Staaten | Denver           | Pepsi Center                 | 12.375 / 12.375 | $ 1.292.040 |
| 15          | 14. Juli 2016 | Vereinigte Staaten | San José         | SAP Center                   | 12.772 / 12.772 | $ 1.603.870 |
| 16          | 15. Juli 2016 | Vereinigte Staaten | Stateline        | Outdoor Arena at Harveys     | 7.422 / 7.422   | $ 1.027.924 |
| 17          | 17. Juli 2016 | Vereinigte Staaten | Los Angeles      | Hollywood Bowl               | 34.755 / 34.755 | $ 3.634.539 |
| 18          | 18. Juli 2016 | Vereinigte Staaten | Los Angeles      | Hollywood Bowl               | 34.755 / 34.755 | $ 3.634.539 |
| 19          | 21. Juli 2016 | Vereinigte Staaten | Seattle          | Key Arena                    | 12.053 / 12.183 | $ 1.440.562 |
| 20          | 23. Juli 2016 | Kanada             | Calgary          | Scotiabank Saddledome        | 12.500          | —           |
| 21          | 24. Juli 2016 | Kanada             | Edmonton         | Rexall Place                 | 10.000          | —           |